# 簡佐
簡佐（？—？），字臣心，江西臨江府新喻縣人，民籍，明朝政治人物。

## 生平
正德五年（1510年）庚午科應天府鄉試第九十四名舉人。正德六年（1511年）中式辛未科會試第二百七十七名，登第三甲第二百一十五名進士。官滁州同知。

## 家族
曾祖簡迪簡；祖父簡震子；父簡庠賓，母錢氏。永感下。